# Lac Chaqmaqtin
Le lac Chaqmaqtin, en persan : كول چقمقتين (version romanisée : Kōl-e Chaqmaqtīn), est un lac d'Afghanistan situé à plus de 4 000 mètres d'altitude. Il est situé dans la vallée de Petit Pamir, à l'est du corridor du Wakhan, qui est à l'est de la région du Badakhchan. Ses dimensions sont de 9 kilomètres sur 2 kilomètres.
De ce lac qui est l'un des plus hauts du monde s'écoulent deux rivières qui par des itinéraires opposés iront finalement alimenter l'amont du grand fleuve Amou Daria ou Oxus : à l'ouest du lac s'écoule le Wakhan-Daria et à l'est l'Aksu, lequel en remontant au nord puis au nord-ouest au Tadjikistan devient le Murghab puis le Bartang.